# Tracy-sur-Loire
Tracy-sur-Loire és un municipi francès, situat al departament del Nièvre i a la regió de Borgonya - Franc Comtat. L'any 2007 tenia 965 habitants.

## Demografia

### Població
El 2007 la població de fet de Tracy-sur-Loire era de 965 persones. Hi havia 426 famílies, de les quals 132 eren unipersonals (60 homes vivint sols i 72 dones vivint soles), 159 parelles sense fills, 111 parelles amb fills i 24 famílies monoparentals amb fills.
La població ha evolucionat segons el següent gràfic:
Habitants censats

### Habitatges
El 2007 hi havia 599 habitatges, 435 eren l'habitatge principal de la família, 107 eren segones residències i 57 estaven desocupats. 592 eren cases i 6 eren apartaments. Dels 435 habitatges principals, 370 estaven ocupats pels seus propietaris, 55 estaven llogats i ocupats pels llogaters i 10 estaven cedits a títol gratuït; 3 tenien una cambra, 29 en tenien dues, 105 en tenien tres, 120 en tenien quatre i 178 en tenien cinc o més. 348 habitatges disposaven pel capbaix d'una plaça de pàrquing. A 192 habitatges hi havia un automòbil i a 206 n'hi havia dos o més.

### Piràmide de població
La piràmide de població per edats i sexe el 2009 era:
| Homes | Edats   | Dones |
| ----- | ------- | ----- |
| 0     | 95 o +  | 0     |
| 0     | 90 a 94 | 0     |
| 4     | 85 a 89 | 8     |
| 12    | 80 a 84 | 12    |
| 16    | 75 a 79 | 36    |
| 16    | 70 a 74 | 24    |
| 24    | 65 a 69 | 36    |
| 28    | 60 a 64 | 32    |
| 16    | 55 a 59 | 16    |
| 44    | 50 a 54 | 32    |
| 56    | 45 a 49 | 40    |
| 28    | 40 a 44 | 36    |
| 36    | 35 a 39 | 28    |
| 16    | 30 a 34 | 36    |
| 36    | 25 a 29 | 36    |
| 12    | 20 a 24 | 16    |
| 20    | 15 a 19 | 20    |
| 40    | 10 a 14 | 36    |
| 40    | 5 a 9   | 28    |
| 12    | 0 a 4   | 16    |

## Economia
El 2007 la població en edat de treballar era de 616 persones, 450 eren actives i 166 eren inactives. De les 450 persones actives 419 estaven ocupades (222 homes i 197 dones) i 31 estaven aturades (13 homes i 18 dones). De les 166 persones inactives 81 estaven jubilades, 39 estaven estudiant i 46 estaven classificades com a «altres inactius».

### Ingressos
El 2009 a Tracy-sur-Loire hi havia 436 unitats fiscals que integraven 970 persones, la mediana anual d'ingressos fiscals per persona era de 18.026 €.

### Activitats econòmiques
Dels 28 establiments que hi havia el 2007, 1 era d'una empresa alimentària, 1 d'una empresa de fabricació d'altres productes industrials, 7 d'empreses de construcció, 8 d'empreses de comerç i reparació d'automòbils, 2 d'empreses d'hostatgeria i restauració, 1 d'una empresa d'informació i comunicació, 2 d'empreses immobiliàries, 2 d'empreses de serveis i 4 d'empreses classificades com a «altres activitats de serveis».
Dels 12 establiments de servei als particulars que hi havia el 2009, 2 eren paletes, 1 fusteria, 2 lampisteries, 1 electricista, 1 perruqueria, 2 restaurants, 2 agències immobiliàries i 1 saló de bellesa.
L'any 2000 a Tracy-sur-Loire hi havia 31 explotacions agrícoles que ocupaven un total de 1.188 hectàrees.

## Equipaments sanitaris i escolars
El 2009 hi havia una escola elemental.

## Poblacions més properes
El següent diagrama mostra les poblacions més properes.